# 231
231 (CCXXXI na numeração romana) foi um ano comum do século III do Calendário Juliano, da Era de Cristo, a sua letra dominical foi B (52 semanas), teve início a um sábado e terminou também a um sábado.
| Ano completo                   |
| ------------------------------ |
| Ano comum com início ao sábado |

## Invenções, descobertas e introduções
- Zhuge Liang inventa o Carrinho de mão.